# Ejalet
Ejalet (osmansko turško ایالت‎  [ejaːˈlet]) je bil največja upravna enota v Osmanskem cesarstvu. Izraz se je začel uporabljati  v 1590. letih in bil v rabi do leta 1867.
Od leta 1453 do začetka 19. stoletja je bila osmanska državna uprava ohlapno strukturirana. Cesarstvo je bilo sprva razdeljeno na province, ki so se imenovale ejalet. Upravljali so jih paše s tremi repi. Za imenovanje vseh visokih državnih uradnikov v prestolnici in provincah  je bil pooblaščen veliki vezir. V letih 1861 do 1865 so bili elajeti razpuščeni in nadomeščeni z vilajeti.
Ejaleti so bili razdeljeni na okrožja, ki so se imenovala liva ali sandžak. Upravljali so jih paše z enim repom, ki so se imenovali mira lira ali sandžak beg. Evropejci so sandžake običajno imenovali pašaluk. Paša je bil v svoji provinci absoluten vladar, načelnik vojaških in finančnih oddelkov, policije in kazenskega sodišča.

## Imena
Ejaleti se včasih imenujejo province, včasih pa guvernorati. V Osmanskem cesarstvu so se imenovali pašaluk, beglerbegluk ali kapudanluk, odvisno od tega, ali je bil guverner paša, beglerbeg ali kapudan.
Pašaluk je abstraktna beseda, izpeljana iz naziva paša, ki je lahko pomenila odličnost, položaj ali sodno oblast paše, ali ozemlje, katero je upravljal. V evropskih virih se iztaz pašaluk običajno nanaša na ejalet.

## Zgodovina
Sultan  Murat I. je okrog leta 1365 svoj sultanat razdelil na dva beglerbegluka – Rumelijo (Evropa) in Anatolijo (Azija). Sultan Bajazid je po osvojitvah na vzhodu v 1390. letih v severovzhodni Anatoliji ustanovil  tretji ejalet - Rûm z glavnim mestom Amasya. Ejalet je postal fevd Bajazidovega najmlajšega sina Mehmeda I. in ostal do 16. stoletja domena osmanskih princev.
Leta 1395 je Bajazid I. usmrtil zadnjega bolgarskega carja  Ivana Šišmana in njegovo državo priključil k Rumelskemu ejaletu. Leta 1461 je Mehmed II. izgnal iz Sinopa zadnjega vladarja iz Isfendjarske dinastije in ga v zameno za njegovo dedno ozemlje nagradil z  ozemljem v okolici Burse. Njegova nekdanja kneževina je postala okrožje Anatolskega ejaleta. Leta 1468 je bil po priključitvi Karamanske kneževine ustanovljen še Karamanski ejalet s sedežem v Konyi. Mehmed II. je za njegovega guvernerja imenoval svojega sina Mustafo.
V 16. stoletju se je število ejaletov zelo povečalo, predvsem zaradi osvajanj Selima I. in Sulejmana I., delno pa zaradi reorganizacij obstoječega ozemlja. Leta 1527 so k obstoječim štirim ejaletom dodali  Egipt, Damask, Diyarbekir in Kurdistan in  njihovo število se je povečelo na osem. Kurdistanski ejalet  se kot upravna entiteta ni ohranil.
Sulejmanova osvajanja v vzhodni Anatoliji, Iraku in na Ogrskem so imela za posledico ustanovljanje novih ejaletov. Nekdanja kneževina Dulkadir je kmalu po priključitvi leta 1522 postala Dulkadirski ejalet, po osmanskih osvajanjih v Iraku v letih 1533-1536 pa so bili na meji z Iranom  ustanovljeni ejaleti  Erzurum, Van, Sharazor in  Bagdad. Leta 1541 je bil na osvojenem delu Ogrskega kraljestva ustanovljen Budimski ejalet. Arhipelaški ejalet, ki je obsegal Peloponez in egejske otoke, je ustanovil Sulejman I. leta 1533 posebej za svojega admirala Hajredina Barbaroso.
Leta 1580 je ejalet postala tudi Bosna, ki je bila pred tem okrožje Rumelije.  Vzrok za spremembo njenega statusa je bil  verjetno njen strateški položaj na meji s Habsburškim cesarstvom.  Zaradi strateške lege je bil leta 1600 ustanovljen  tudi Kaniški  ejalet  južno od Blatnega jezera.  V istem  obdobju so na priključenih ozemljih ob spodnji Donavi in ozemlju med Donavo in Dneprom ob Črnem morju ustanovili Silistrski ejalet, na jugovzhodni obali Črnega morja pa Trebizonski elajet. Glavni namen teh ustanovitev, zlasti ustanovitev ejaleta Özi, je bil domnevno izboljšati obrambo črnomorskih pristanišč pred kozaki. 
Leta 1609 je bilo v Osmanskem cesarstvu 32 ejaletov. Nekateri, na primer Tripoli, Ciper in Tunis, so bili rezultat vojnih osvajanj, drugi pa so bili posledica notranjih reorganizacij.
Leta 1795 je začela osmanska vlada  veliko reorganizacijo državne uprave in z zakonom omejila število ejaletov na 28.  Guvernerji ejaletov so bili vezirji. Cesarstvo je imelo naslednje ejalete: Adana, Alep, Anatolija, Bagdad,  Basra, Bosna, Čildir, Kreta,  Damask,  Diyarbekir, Egipt, Erzurum, Habeš, Karaman, Kars, Dulkadir, Arhipelag, Morea, Mosul, Rakka, Rumelija, Sayda, Sharazor, Silistra, Sivas, Trebizond, Tripoli in Van.  V praksi je centralna uprava kljub temu ostala  šibka, zato so namesto vezirjev marsikje še naprej vladali beglerbegi.